# Geli
Ángel de Juana García, conosciuto semplicemente come Geli (Santander, 15 febbraio 1968), è un ex calciatore spagnolo, di ruolo centrocampista.

## Carriera
Geli nacque a Santander e iniziò a giocare nella squadra della sua città, il Racing Santander.
Nelle prime quattro stagioni giocò in Segunda División, nella stagione 1993-1994 giocò in Primera División ben 36 partite, segnando 3 reti.
Le sue prestazioni attirarono l'interesse del Real Saragozza che lo acquistò nel 1994. Nella stagione 1994-1995 con gli aragonesi vinse la Coppa delle Coppe, battendo i campioni incarica dell'Arsenal in finale al Parco dei Principi di Parigi; Geli entrò in campo nei tempi supplementari, pochi minuti prima che Nayim realizzasse il gol vittoria.
Dopo questa stagione ricca di successi passò al Celta Vigo. Restò in Galizia per tre stagioni realizzando 61 partite e 3 gol.
Nella stagione 1998-1999 tornò al Racing Santander. Giocò 20 partite senza mai segnare e concluse il campionato al quindicesimo posto.
Nella stagione successiva passò all'Extremadura,squadra appena retrocessa in Segunda División. Vi restò per una stagione prima di passare in Tercera División alla Real Sociedad Gimnástica de Torrelavega, dove rimase fino al ritiro avvenuto nel 2004.

## Palmarès

### Club

#### Competizioni nazionali
- Segunda División B: 1

Racing Santander: 1990-1991

#### Competizioni internazionali
- Coppa delle Coppe: 1

Real Saragozza: 1994-1995